# Volkswagen Nivus/Taigo
El Volkswagen Nivus o Volkswagen Taigo es un crossover subcompacto con líneas coupé de la marca alemana Volkswagen, desarrollado en Brasil para el mercado global. El modelo, a pesar de estar basado en la plataforma MQB A0 del VW Polo y compartir algunas piezas de la carrocería con el modelo, es totalmente diferente del mismo. Sus líneas se basan en el concepto de diseño New Urban Concept. Es el primer automóvil de la marca completamente desarrollado y fabricado en Brasil. El carro tuvo aceptación tanto de la dirección de la matriz de Volkswagen como de los estudios de diseño hechos con los consumidores locales, lo que hizo que la marca programara planes para que en 2021 comenzara la fabricación del mismo en Pamplona, España para abastecer al mercado europeo. Además, Brasil será responsable de fabricar el vehículo para todo el mercado latinoamericano. Actualmente se fabrica en São Bernardo do Campo, en una fábrica al lado de la del Polo y Virtus, que también están montados sobre la misma plataforma.
Tiene un concepto muy similar al Virtus, al ofrecer una variante a la carrocería hatchback del Polo VI y haber sido desarrollado en su origen para mercados emergentes. Se coloca como una alternativa a T-Cross dentro de los B-SUV y por debajo de los del segmento C de Volkswagen, Taos y Tiguan.
La fabricación en España y su comercialización en Europa comenzará en el cuarto trimestre del 2021. En Europa se esperan motorizaciones similares a las del Polo, fabricado también en Navarra.

## Tecnología
El proyecto de desarrollo del Nivus se llevó a cabo en Brasil, incluido el sistema de infoentretenimiento, creado exclusivamente para Latinoamérica, VW Play. Utiliza una pantalla HD de 10” con compatibilidad inalámbrica con Apple CarPlay y por cable con Android Auto. Se puede conectar a internet utilizando el plan de datos de un teléfono celular para acceder a servicios de estacionamiento, hacer pedidos a restaurantes, entre otros.
Con VW Play, Volkswagen pretende ofrecer un sistema multimedia de los más completos de Latinoamérica entre las marcas generalistas. Incluye un disco duro de 10 GB para almacenar aplicaciones como Waze o Deezer sin necesidad de tenerla instalada en el celular. También integra el manual de usuario, al que se puede acceder por comandos de voz; es capaz de responder hasta a 12,000 preguntas sobre el vehículo.
En equipamiento, y gracias a la modularidad de la plataforma MQB A0, la lista puede incluir climatización automática, cuadro de instrumentos digital, llave inteligente, faros de LED, control de velocidad crucero adaptativo, monitor de punto ciego, cámara de reversa, sensores de proximidad, asistente de estacionamiento automatizado y alerta de colisión frontal con freno autónomo de emergencia. El control de estabilidad y las seis bolsas de aire son de serie.

## Diferencias con T-Cross
Aunque el Nivus participa en el mismo segmento que su hermano T-Cross, en los SUV del segmento B, además de compartir la misma plataforma, el enfoque de Nivus es un poco más deportivo, comenzando con la caída cupé en la parte posterior, y además por ofrecer únicamente un motor TSI de 1.0 litros. Sus dimensiones son bastante similares, diferenciándose el Nivus por tener una carrocería 67 mm más larga, pero una batalla ligeramente más corta. El motor genera 114 caballos de fuerza y 147 lb-pie / 200 Nm de torque que envía al eje delantero mediante una transmisión automática de seis velocidades y por eso su denominación en estos mercados de 200TSI. Además, Nivus ofrece mayor equipamiento de seguridad, al tener asistencias de manejo como alerta de colisión frontal con freno autónomo de emergencia y control de velocidad crucero adaptativo. 
En cuanto a precio, sin embargo, Nivus se posiciona respecto a T-Cross de maneras distintas dependiendo del mercado. En Colombia y Uruguay es más barato que el T-Cross; en Argentina y Chile se coloca arriba. Para México este dato aún no está confirmado, pero se puede esperar que sus precios se traslapen dependiendo de las versiones.